# Georges-Christian de Frise orientale
Georges-Christian est un prince de la maison Cirksena né le 6 février 1634 à Aurich et mort le 6 juin 1665 dans cette même ville. Il est prince de Frise orientale de 1660 à sa mort.

## Biographie
Georges-Christian est le deuxième des trois fils du comte Ulrich II et de son épouse Julienne de Hesse-Darmstadt. Il est éduqué avec son frère cadet Edzard-Ferdinand, d'abord à la cour d'Aurich, puis aux académies de Bréda et de Tübingen à partir de 1649. Ses études, pour lesquelles il ne montre ni talent ni goût, prennent rapidement fin. Après un bref séjour à Paris, il rentre en Frise orientale en avril 1656. Quatre ans plus tard, son frère aîné, le prince Ennon-Louis, trouve la mort dans un accident de chasse. Comme il ne laisse que des filles, c'est Georges-Christian qui lui succède. Il est élevé au rang de prince héréditaire d'Empire en 1662.
Georges-Christian ne s'intéresse guère aux affaires du gouvernement, mais il a une conscience aigüe des prérogatives liées à son titre. Il refuse que son frère cadet partage le pouvoir avec lui et ne lui verse pas la part de l'héritage paternel qui lui revient. Il entre aussi rapidement en conflit avec les États de la principauté, qui refusent de lui rendre hommage et envisagent de le remplacer par Edzard-Ferdinand. En fin de compte, son benjamin accepte de renoncer au trône en 1661 en échange d'une pension annuelle, mais les relations entre le prince et les États restent mauvaises et seule la médiation des Provinces-Unies permet d'éviter la guerre civile. Après de longues négociations, des accords sont conclus en 1662-1663 qui fixent les conditions auxquelles les États peuvent récupérer leurs anciens privilèges.
Une autre querelle oppose Georges-Christian à l'évêque de Münster Christoph Bernhard von Galen au sujet de la région côtière du Harlingerland. Le comte Ennon III a racheté cette province en 1600 au comté de Rietberg, mais la somme convenue au traité de Berum (de) n'a jamais été versée par les Cirksena. En tant que seigneur lige de Rietberg, l'évêque se saisit de ce prétexte pour envahir la Frise orientale en 1664. Avec l'aide des Provinces-Unies, les États de Frise orientale parviennent à réunir la somme nécessaire pour rembourser cette dette.
Georges-Christian meurt subitement en juin 1665, à l'âge de trente-et-un ans. Sa femme Christine-Charlotte, enceinte, accouche le 1er octobre d'un fils posthume, Christian-Eberhard, au nom duquel elle assure la régence de la principauté jusqu'en 1690. Georges-Christian est inhumé dans le mausolée de la famille Cirksena (de), à Aurich.

## Mariages et descendance
Georges-Christian se marie le 10 mai 1662 avec Christine-Charlotte, fille du duc de Wurtemberg Eberhard VII. Ils ont trois enfants :
- Eberhardine-Sophie-Christine (25 mars 1663 – 30 juillet 1664) ;
- Christine-Charlotte (3 janvier 1664 – 3 juin 1666) ;
- Christian-Eberhard (1er octobre 1665 – 30 juin 1708), prince de Frise orientale.